# 沢島忠
沢島 忠（さわしま ただし、旧字体：澤島、1926年〈大正15年〉5月19日 - 2018年〈平成30年〉1月27日）は、日本の映画監督、舞台演出家である。時代劇、ひばり映画、および東映任侠映画の先駆者・巨匠として知られ、舞台演出家としても活躍していた。沢島 正継（読みは同じ）とも。

## 来歴
滋賀県愛知郡（現在の東近江市）に生まれる。八日市中学校（現・滋賀県立八日市高等学校）卒業。1948年（昭和23年）、同志社大学文学部の聴講生となり、同大で教えていた野淵昶監督に師事、野淵の主宰する劇団「エランヴィタール」に参加し、演出助手となる。翌年大学を中退する。1950年（昭和25年）3月、同劇団が解散、俳優の月形龍之介の紹介で東横映画助監督部に入社する。翌年の3社合併で東横は東映になり、引き続き東映京都撮影所に勤務、マキノ雅弘、松田定次、渡辺邦男らに師事する。
1955年（昭和30年）4月、28歳のとき、渡辺邦男監督のスクリプターで、戦前に「マキノ東京派」と呼ばれたタカマツ・アズマプロダクションの高松豊次郎の孫娘にあたる高松富久子と結婚する。のちに『暴れん坊兄弟』（1960年）などの脚本家としてクレジットされる「鷹沢和善」は富久子との共同ペンネームである。
1957年（昭和32年）に監督昇進、『忍術御前試合』で監督デビューとなる。1967年（昭和42年）、東映との契約を解消、東京映画専属、1971年（昭和46年）には「コマ・プロダクション」を設立、フリーランスとなる。1977年（昭和52年） 『巨人軍物語 進め!!栄光へ』を最後に映画監督から退き、舞台演出家として活動する。また萬屋錦之介主演のテレビドラマの演出も手掛けた。
2017年（平成29年）3月、長年の活動が日本の映画界に大きな功績を残したとして、日本アカデミー賞第40回特別賞を受賞。
晩年は「本物の忠臣蔵を撮るんだ」と、沢島版忠臣蔵映画の制作に執念を燃やしていたが、2018年（平成30年）1月27日午前5時、多臓器不全のため、東京都内の病院にて死去。91歳没。

## 作風
徹底した娯楽主義の監督・演出家で、老若男女を問わず楽しめる完成度の高い作品を手堅く仕上げる職人肌の監督である。全49本の監督作品は、時代劇、美空ひばり主演のひばり映画、仁侠映画に大別できる。
時代劇では初代中村綿之助（萬屋錦之介）の当たり役『一心太助』シリーズや『殿さま弥次喜多』シリーズなどを手掛けた。また、大友柳太朗の代表作の一つの『右門捕物帖』シリーズの『右門捕物帖 片目の狼』など2作を監督しシリーズの作風基礎を作る。
ひばり映画では、江利チエミ競演の作品を含めて多数を手掛けた。美空ひばりが最も信頼した監督でもあり、指名を受けることが多かった。このひばり映画で東映娯楽時代劇にミュージカルの要素を持ち込んだことでも知られている。美空ひばりの映画シリーズ代表作の一つ『ひばり捕物帖』シリーズも最初の2作を手がけた。またひばりの母（加藤喜美枝）に気に入られたこともあり、新宿コマ劇場での座長公演を始めとしてひばり主演の舞台芝居の演出も多く手掛けている。
仁侠映画では鶴田浩二の代表作の「人生劇場シリーズ」などを手掛けている。『人生劇場 飛車角』はヤクザ映画の魁となった作品である。
演出家としては年に数本というハイペースで時代劇を中心に舞台演出を手掛けていた。また講演会やレトロスペクティブなどでしばしば公の場に姿を現している。

## 人物・逸話
美空ひばり・加藤喜美枝母子に信頼された人物で家族ぐるみで付き合った。また萬屋錦之介の親友、岡田茂の子分、弟分のような人だった。
沢島は、天皇と呼ばれた渡辺邦男監督に可愛いがられたが、渡辺組のスクリプターで渡辺の右腕とも言われた高松冨久子と熱烈な恋に落ちた。当時年間10本の映画を撮り、早撮りの名手として知られた渡辺は、助監督の沢島に高松を持っていかれては仕事にならないと、烈火のごとく怒り二人の結婚に猛反対した。渡辺天皇の激怒にもひるまない二人に、渡辺の後見人のヤクザの大親分まで出て来て「渡辺天皇に逆らったら映画界で生きていけないぞ」と脅され、遂に渡辺から破門され、映画界から去って二人でシナリオでも書いて生きて行こうとした。ここで「何もかも俺に任せろ」と出て来たのが当時、東映京都撮影所の製作部課長だった岡田茂。岡田は二人を結婚させて沢島を萩原遼のチーフ助監督に配置転換させ、以降一年半で16本の萩原作品を担当させた。
沢島の現代的センスあふれる演出力を岡田に買われ、1957年『忍術御前試合』で監督デビュー。1958年、萬屋錦之介主演『江戸の名物男 一心太助』の試写を観た加藤喜美枝が、沢島の演出力を高く買い、岡田に『ひばり捕物帖 かんざし小判』の監督に沢島を起用するよう申し入れ、沢島は初めてひばり映画を手掛けた。この映画で「時代劇ミュージカルをやらせて下さい」と岡田に願い出て、全員反対する中、岡田がこのアイデアを採用し、それまでの時代劇とは違うスピード展開のミュージカル調沢島時代劇に仕立てた。本作は同時期公開された大映のオールスター映画『忠臣蔵』を凌ぐヒットを飛ばし、「巡洋艦が敵戦艦を破った」といわれた。この映画の成功により、ひばり母子に気に入られ、以降13本のひばり映画を任された。ひばりは東映京都撮影所での仕事の時は、高級ホテルを常宿にしていたが、部屋でサンマを焼いて食べ、ホテルから苦情が出て、以後、沢島宅に寝泊まりするようになった。その間、沢島夫妻はホテル住まいをした。
この後、ヒット作が出せず、不調に陥っていた1963年、岡田プロデュースによる『人生劇場 飛車角』の監督に抜擢され、斬新な演出で大ヒットに導き、以降、10年続いた「東映任侠路線」の魁となった。本作は沢島、岡田の他、鶴田浩二、佐久間良子の代表作としても知られる。
加藤泰の代表作として知られる『真田風雲録』（1963年）は、福田善之の戯曲の映画化で、舞台を観に行った中村錦之助(萬屋錦之介)が気に入り、沢島とのコンビを想定して会社に企画を提出したものであったが、沢島が福田と脚本で揉め、監督が加藤に交代になった。
1964年、ひばり母子が岡田に新宿コマ劇場の座長公演の演出を沢島にお願いしたいと無理難題を言ってきた。新宿コマは東宝系の劇場で、沢島は当時東映と専属契約を結んでおり他社の仕事は出来ない。しつこく頼んでくるので岡田は弱り果て、やむなく東宝から淡島千景を東映に借り、その代わり沢島を新宿コマに貸すというバーター案で話をまとめ、沢島の貸し出しを決めた。美空ひばりは神戸芸能社が入っていた浅草国際劇場での興行をやめ、新宿コマ劇場の座長公演に切り替えたのだが、加藤喜美枝がこの契約を田岡一雄山口組組長に内緒でしてしまい、田岡の逆鱗に触れた。新宿コマに移るということは神戸芸能と手を切ることになる。加藤は田岡の怒りを鎮めてもらおうと岡田に泣きつき、二人で療養中の田岡を訪ねて何とか田岡の怒りを収めた。
沢島は親友・萬屋錦之介共々、時代劇が大好きで、平和主義者で、愛妻家の沢島はヤクザ映画が嫌いで、撮影所に暴力団が常時徘徊する雰囲気に耐えられず、さらに岡田がヤクザに加え、エロ路線に切り換えたことから、東映で居場所を失い東映を退社、東宝系の東京映画に移り、以後22年間、亡くなるまでひばりの舞台の脚本演出など、舞台演出を主に活躍した。
東映の歴史からは消えたが、岡田との師弟関係は61年間続き、晩年の岡田の話し相手になり、岡田の告別式後の出棺では、降旗康男、伊藤俊也、八名信夫らと岡田の棺を担いだ。

## 演出作品

### 映画

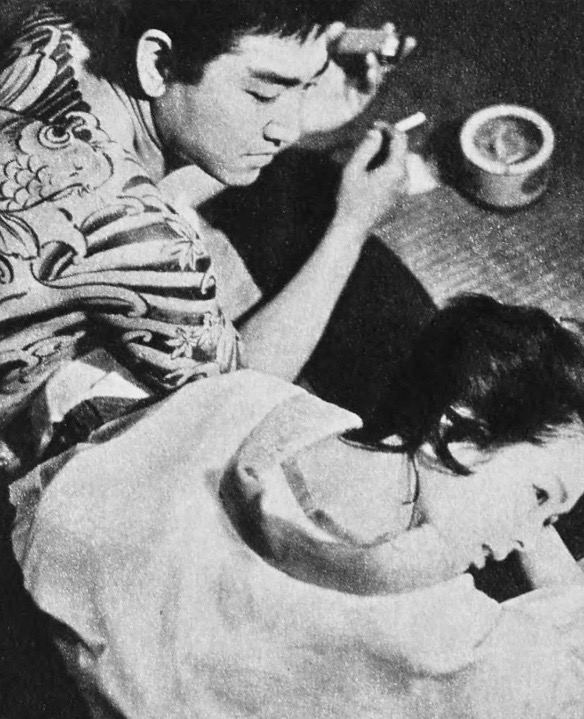
『人生劇場 飛車角』（1963年）

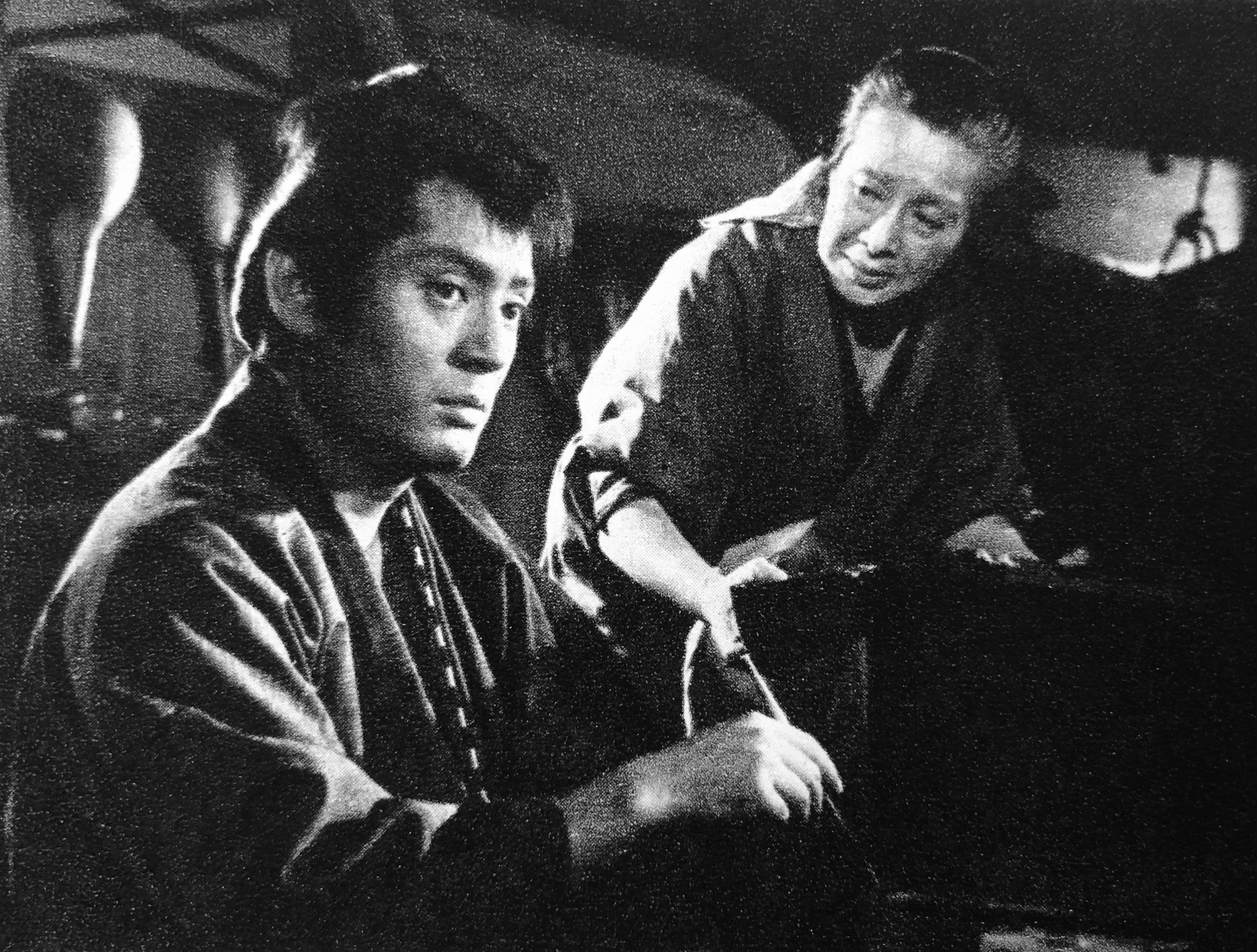
『股旅 三人やくざ』（1965年）

- 忍術御前試合（1957年）出演：伏見扇太郎、尾上鯉之助、月形龍之介、大河内傳次郎
- 江戸の名物男 一心太助（1958年）出演：初代中村錦之助、里見浩太郎、月形龍之介、堺駿二
- ひばり捕物帖 かんざし小判（1958年）出演：美空ひばり、堺駿二、東千代之介
- 殿さま弥次喜多 怪談道中（1958年）出演：初代中村錦之助、中村賀津雄、益田喜頓
- 一心太助 天下の一大事（1958年）出演：初代中村錦之助、中原ひとみ
- 殿さま弥次喜多 捕物道中（1959年）出演：初代中村錦之助、中村賀津雄
- お役者文七捕物暦 蜘蛛の巣屋敷（1959年）出演：初代中村錦之助、三代目中村時蔵、中村嘉葎雄、二代目中村歌昇、四代目中村米吉(当時8歳)、六代目中村芝雀、片岡千恵蔵[34]
- 右門捕物帖 片目の狼（1959年）出演：大友柳太朗、里見浩太郎
- お染久松 そよ風日傘（1959年）出演：美空ひばり、里見浩太郎、田中春男
- 江戸っ子判官とふり袖小僧（1959年）出演：片岡千恵蔵、美空ひばり、月形龍之介
- ひばりの森の石松（1960年）出演：美空ひばり、若山富三郎、里見浩太郎、大河内傳次郎
- 暴れん坊兄弟（1960年）出演：東千代之介、中村賀津雄、初代中村錦之助
- 海賊八幡船 (1960年) 出演:大川橋蔵、月形龍之介、岡田英次、丘さとみ、大河内傳次郎、進藤英太郎、桜町弘子
- 森の石松鬼より怖い（1960年）出演：初代中村錦之助、丘さとみ、鶴田浩二
- 富士に立つ若武者（1961年）出演：大川橋蔵、桜町弘子、三田佳子
- ひばり・チエミの弥次喜多道中記（1962年）出演：美空ひばり、江利チエミ、田中春男、堺駿二、東千代之介
- サラリーマン一心太助（1962年）出演：中村賀津雄、三田佳子
- 酔いどれ無双剣（1962年）出演：市川右太衛門、里見浩太郎、月丘夢路、東千代之介
- ひばり・チエミのおしどり千両傘（1963年）出演：美空ひばり、江利チエミ、清川虹子
- 人生劇場 飛車角（1963年）出演：鶴田浩二、佐久間良子、高倉健、月形龍之介、梅宮辰夫
- 人生劇場 続飛車角（1963年）出演：鶴田浩二、佐久間良子、梅宮辰夫
- おかしな奴（1963年）出演：渥美清、三田佳子、南田洋子、清川虹子
- 間諜（1964年）
- いれずみ判官（1965年）出演：鶴田浩二、大木実、藤純子
- 股旅 三人やくざ（1965年）出演：初代中村錦之助、仲代達矢、松方弘樹、藤純子
- 冒険大活劇 黄金の盗賊（1966年）出演：松方弘樹、大瀬康一、田中邦衛、藤山寛美
- 小判鮫　お役者仁義（1966年）出演：美空ひばり、林与一
- 新選組（1969年）出演：三船敏郎、小林桂樹、北大路欣也、三国連太郎、田村高廣、中村賀津雄、中村梅之助、初代中村錦之助
- 幻の殺意（1971年）出演：小林桂樹、若尾文子
- 女の花道（1971年）出演：美空ひばり、田村高廣、中村賀津雄
- 巨人軍物語 進め!!栄光へ（1977年）出演：王貞治、長島茂雄、荒川博

### 舞台
- 女の花道（1964年）出演：美空ひばり、林与一
- 初しぐれ（1965年）出演：大川橋蔵、朝丘雪路
- 女の花道（1964年）出演：美空ひばり、林与一
- 蛇姫様絵巻 お島千太郎（1964年）出演：美空ひばり、林与一
- お七かんざし（1965年）出演：美空ひばり、林与一
- 柔（1967年）出演：美空ひばり、香山武彦
- 愛は哀しく（1969年）出演：美空ひばり、浜木綿子
- 千姫（1969年）出演：美空ひばり、香山武彦
- 祇園物語 恋の花見小路（1970年）出演：美空ひばり、香山武彦
- 人生劇場 残侠篇（1970年）出演：島田正吾、辰巳柳太郎、若林豪
- 若き日の次郎長（1971年）出演：橋幸夫、香山武彦、高田美和
- お嬢吉三（1971年）出演：美空ひばり、香山武彦
- お夏清十郎（1972年）出演：美空ひばり、林与一、乙羽信子
- 江戸っ子囃子（1973年）出演：萬屋錦之介、野川由美子
- 人生劇場 残侠篇（1974年）出演：萬屋錦之介、中村賀津雄、島田正吾
- ご存知喜劇王 エノケン・ロッパ物語（1974年）出演：坂本九、財津一郎
- 殿さま弥次喜多（1975年）出演：萬屋錦之介、中村賀津雄
- 御存知丹下左膳（1976年）出演：財津一郎、雪村いづみ
- 赤ひげ診療譚（1978年）出演：森繁久彌、竹脇無我、山田五十鈴
- 赤穂浪士 - 花の巻・月の巻・雪の巻（1979年）出演：萬屋錦之介、中村賀津雄、淡島千景
- 任侠虎造ぶし 広沢虎造物語（1980年）出演：三波春夫、三波豊和
- ひばりの雪之丞変化（1981年）出演：美空ひばり、中村竹弥
- 宮本武蔵（1982年）出演：萬屋錦之介、五代目中村歌六、淡島千景
- 鬼龍院花子の生涯（1984年）出演：水谷良重、波乃久里子
- 人生劇場 残侠篇（1985年）出演：村田英雄、由利徹、山形勲
- 旗本退屈男 雪華の舞（1986年）出演：市川右太衛門、北大路欣也、岡田茉莉子
- 暴れん坊将軍 絶唱・紀州の子守唄（1990年）出演：松平健、二宮さよ子、遠藤太津朗
- 赤ひげ診療譚（1991年）出演：竹脇無我、芦屋雁之助
- 春おとこ春おんな（1991年）出演：萬屋錦之介、淡島千景
- 無法松の一生（1991年）出演：長門裕之、南田洋子
- 人情裏長屋（1991年）出演：萬屋錦之介、中村嘉葎雄、五代目中村時蔵、小川義晴、五代目中村歌六、中村獅童[1]
- 柳橋物語（1992年）出演：島倉千代子、目黒祐樹、長門裕之
- 新・次郎長物語 海道一の男たち（1996年）出演：桂枝雀、桂ざこば
- 三代将軍家光青春行状記 天下の一大事（1998年）出演：細川たかし、南田洋子、櫻木健一、名和宏
- 戦國の風雲児 織田信長（1999年）出演：細川たかし、左とん平、長門裕之
- 長脇差団十郎 - 錦秋男の花道（2000年）出演：里見浩太朗、星由里子
- 花あやめ 夫婦囃子（2001年）出演：細川たかし、光本幸子
- 家光と彦左と一心太助（2003年）出演：桂ざこば、桂南光、小島秀哉
- きよしの石松売り出す 初恋道中（2005年）出演：氷川きよし、大村崑、江原真二郎

### テレビ
- 破れ新九郎（1978年、テレビ朝日）
- 赤穂浪士（1979年、テレビ朝日）
- それからの武蔵（1981年1月2日、テレビ東京）